# Зюльзя
Зюльзя́ (рос. Зюльзя) — село у складі Нерчинського району Забайкальського краю, Росія. Адміністративний центр Зюльзинського сільського поселення.

## Населення
Населення — 1600 осіб (2010; 1801 у 2002).
Національний склад (станом на 2002 рік):
- росіяни — 100 %